# 63式水陸両用戦車
63式水陸両用戦車（63しきすいりくりょうようせんしゃ）は、中国の水陸両用戦車である。

## 概要
63式水陸両用戦車はソ連製のPT-76水陸両用戦車をコピー生産した60式水陸両用戦車の車体に62式軽戦車の85mm砲塔を搭載して開発された戦車である。76.2mm砲塔を搭載したPT-76及び60式水陸両用戦車と比較して火力が向上しており、中国北方工業公司で製造されている。
63式水陸両用戦車は主に中国人民解放軍海軍の海軍陸戦隊に配備され、アルバニア、パキスタン、北朝鮮、ベトナム、ミャンマーに輸出され、PT-76と共にベトナム戦争や中越戦争に投入された。
1990年代に入ると中国では63式水陸両用戦車の主砲を62式軽戦車と同様に、従来の85mm砲から105mm低圧砲に換装する近代化改修を実施しており、その型は63A式水陸両用戦車と呼ばれ、1997年より更新配備された。
その後、2000年代に入る頃には早くも63A式水陸両用戦車の旧式化・陳腐化が問題視され、2005年より05式水陸両用戦車によって更新された。
北朝鮮でも、1980年代前半にVTT-323装甲兵員輸送車（63式装甲兵員輸送車の車体延長型）の車体（85式装甲兵員輸送車（YW-531H）の車体とする説もある）の延長型に85mm砲塔（砲塔の形はPT-76に似ている）を搭載した、水陸両用のPT-85軽戦車を開発している。
ソ連でPT-76の車体の設計を基に各部コンポーネントを共用した、水陸両用のBTR-50装甲兵員輸送車が開発されたのと同じく、63式水陸両用戦車からも水陸両用の装甲兵員輸送車が開発され、BTR-50に酷似したこの車両は「77式水陸両用装甲兵員輸送車（WZ-511）」として中国人民解放軍海軍陸戦隊に配備されて使用されている。

## 運用国
- カンボジア
- コンゴ共和国
- 中国
- ミャンマー
- 北朝鮮
- パキスタン
- スーダン

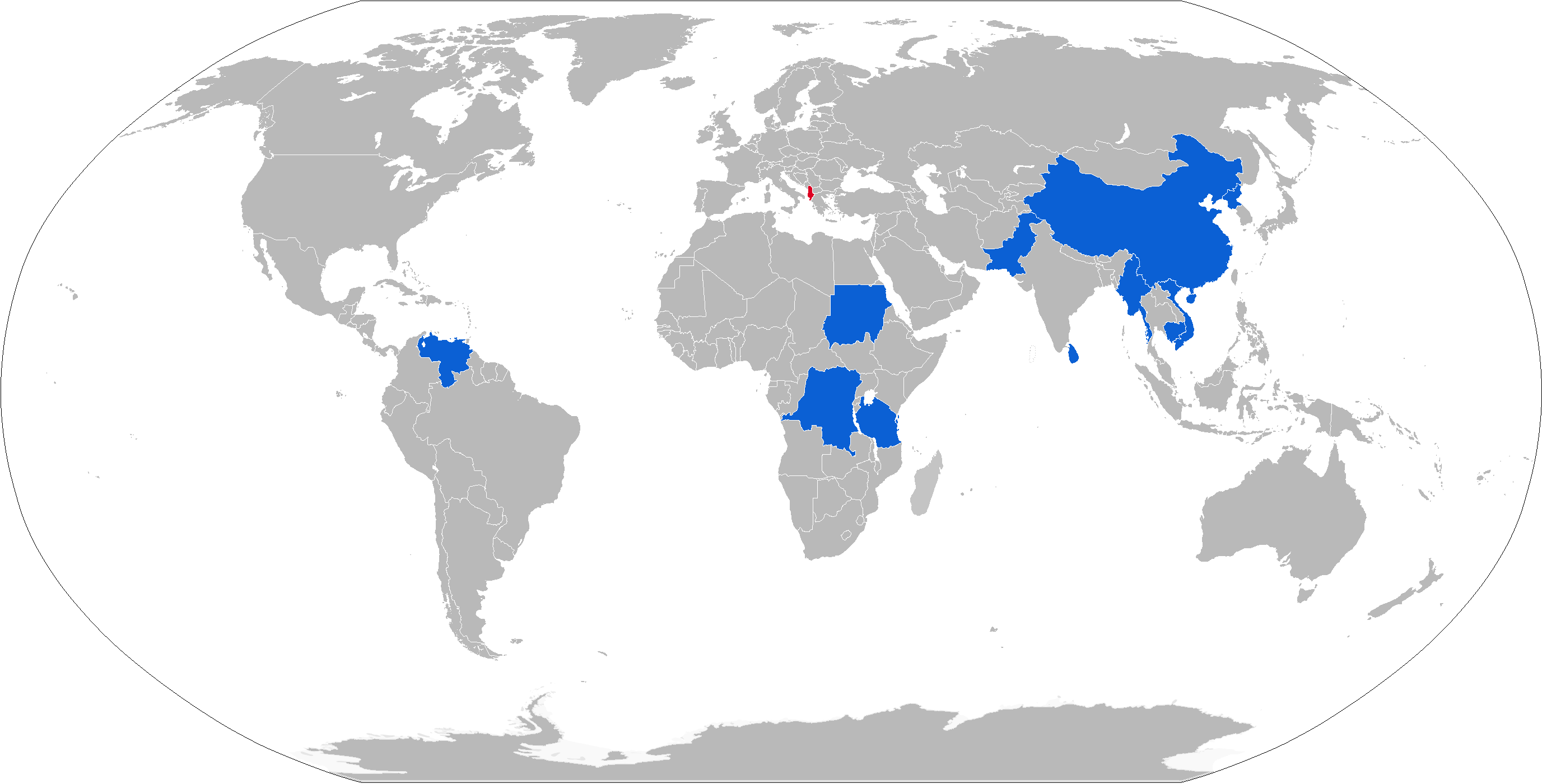
運用者。赤は退役

- タンザニア - 2024年時点で、タンザニア陸軍が少なくとも2両の63A式を保有[1]。
- ベネズエラ
- ベトナム

### 退役国
- アルバニア